# 洛根 (內華達州)
洛根（英語：Logan）是位於美國內華達州林肯縣的鬼鎮。

## 歷史
洛根的郵局於1868年設立，其後於1871年停運。

## 地理
洛根所處的海拔為高於海平面1857米（即6092英呎），而該地所採用的時區為UTC-8，即太平洋时区（PST）。同時該地設有夏令時間，為UTC-8調快一小時，即UTC-7（PDT）。